# Albert von Spreckelsen
Albert von Spreckelsen (* 18. Dezember 1873 in Bremen; † 30. Oktober 1951 in Bremen) war ein deutscher Rechtsanwalt, Richter, Bremer Senator und Politiker (DVP).

## Biografie

### Ausbildung und Beruf
Von Spreckelsen war der Sohn eines Kaufmanns. Er absolvierte das Alte Gymnasium in Bremen und  studierte von 1892 bis 1895 Rechtswissenschaften an der Universität Freiburg im Breisgau, der Universität München und der Humboldt-Universität zu Berlin. Von 1899 bis 1903 praktizierte er als Rechtsanwalt in Bremen. Danach wurde er Richter am Amtsgericht und später Landgerichtsdirektor in Bremen.

### Politik
Er wurde 1908 für die 1. Klasse im Bremer 8-Klassenwahlrecht in die Bremische Bürgerschaft gewählt. Hier war er in verschiedenen Deputationen tätig.
1919 trat er in die Deutsche Volkspartei (DVP) ein. Im Juni 1920 wurde er wieder in die Bürgerschaft und zum Vizepräsidenten des Parlaments gewählt. Bereits am 9. Juli 1920 erfolgte seine Wahl in den Bremer Senat von Bürgermeister Martin Donandt (Parteilos) in die Senate von 1920 bis 1925, 1925 bis 1928 und 1928 bis 1933. Er war für die Justiz, das Medizinalwesen und die 
Polizei in Bremen (1920–1928, 1931–1933) zuständig und arbeitete in mehreren Deputationen. Er wurde am 18. März 1933 von den Nationalsozialisten gezwungen als Senator zurückzutreten. Danach konnte er nicht mehr politisch und als Richter tätig sein.